# Halsteren
Halsteren (Bergs, Noordwest-Brabants en Zeeuws: Altere) is een dorp  binnen de gemeente Bergen op Zoom, in de Nederlandse provincie Noord-Brabant. Het heeft 12.480 inwoners (1 januari 2023). Bij de gemeentelijke herindeling van 1 januari 1997 werd de gemeente Halsteren opgeheven en toegevoegd aan de gemeente Bergen op Zoom. De gemeente Halsteren werd in 1810 gevormd door samenvoeging van vier zelfstandig bestuurde rechtsgebieden: het dorp Halsteren, Noordgeest, de Beymoerenpolders en de Auvergne- en Glymespolders in 1810.
Halsteren is gelegen op de Brabantse Wal, waardoor binnen het dorp hoogteverschillen tot 10 meter waargenomen kunnen worden.

## Toponymie
De naam Halsteren is afgeleid van Halstert, dat samengesteld zou zijn uit Halha, dat uitloper van hoogland betekent, en stert, dat staart betekent, gezien de langgerekte vorm van de uitloper.
Een andere theorie grijpt terug naar de naam in dialect: Altere. Deze zou afkomstig zijn uit het latijn en een verbastering zijn van "Alta Terra", Hoge Land en zou verwijzen naar de ligging op de Brabantse Wal.

## Geschiedenis
De oudste vermelding, als Halstert, stamt uit 1272. Ook in 1274 en 1290 komt de naam, voor in schriftelijke documenten, en wel als Haltre of Halstre respectievelijk Halsteren. In de 13e eeuw moet ook reeds sprake geweest zijn van een haventje, terwijl er toen ook al een parochie was gesticht, die reeds in 1253 werd vermeld. Het eerste kerkje lag tussen Halsteren en Tholen in een dorpje dat Polder heette. Dit bestond uit het kerkje en 47 huizen, maar dit verdween in de golven tijdens de Allerheiligenvloed van 1570.
Halsteren is waarschijnlijk ontstaan als een turfwinningsdorp. In de 14e eeuw werd er een kerkje gebouwd op de Brabantse Wal, gewijd aan Sint-Martinus. Op het muurwerk daarvan werd vanaf 1457 een nieuwe kerk gebouwd. In 1580 vond een beeldenstorm plaats die bekendstaat als de Soldatenfurie en waarbij ook in Halsteren schade werd aangericht. Toch duurde het nog tot 1648 voor de kerk door de hervormden werd genaast. Omstreeks 1475 werd bovendien aan de weg naar Tholen een kapel gebouwd die gewijd was aan de Heilige Quirinus. Voorts was er het Kasteel van Halsteren, dat zich in Lepelstraat bevond en dat in 1378 voor het eerst in schriftelijke documenten werd genoemd. Dit werd in 1588 verwoest door de troepen van Parma.
In 1628 werd een aantal schansen aangelegd ten oosten van Halsteren, deel uitmakend van de West-Brabantse Waterlinie. Aldus werd Halsteren voor de Strooperijen en Brandschattingen des Vijands beveiligd, daar ook het ten westen van Halsteren liggende moerasgebied bijdroeg aan de verdediging.
In 1633 werd het Halsterse raadhuis gebouwd, dat in 1917 werd gerestaureerd. In de 19e eeuw kwamen er een aantal steenfabrieken naar Halsteren toe, zoals Vogelenzang (bij Station Vogelenzang (Halsteren), Klaverblad, bij de huidige straat in de wijk Rode Schouw en De Melanen aan de Langstraat. De laatste stond onder leiding van Guillaume de Leeuw. Zie ook: Steenfabriek De Vlijt. De steenfabrieken brachten veel welvaart naar Halsteren, en overal aan de Dorpsstraat werden statige panden gebouwd. Er bestaan daar tegenwoordig nog twee van, de derde, uit 1893, werd in oktober 2008 gesloopt om plaats te maken voor nieuwbouw. De fabrieken zijn inmiddels ook verdwenen uit Halsteren.
Er kwamen ook conservenfabrieken in Halsteren, Het Klaverblad in 1887 en Delta in 1898. Het Klaverblad conserveerde asperges en was de eerste conservenfabriek in Noord-Brabant. Tot respectievelijk 1903 en 1920 bleven deze fabrieken in werking.
In 1866 kwamen de Franciscanessen "Alles voor Allen" vanuit Breda naar Halsteren. Aan Gasthuisstraat kwam een liefdesgesticht waarvoor in 1899 kwam een pand werd gebouwd in neogotische stijl. De zusters waren actief in bejaarden- en ziekenzorg en, sinds 1918, in de wijkverpleging. Nadat de laatste zusters waren vertrokken werd het pand in 1978 afgebroken, er voor in de plaats bouwde men het woonzorgcentrum Sint-Elisabeth dat in 2022 gesloopt werd.
In 1909 vestigde zich een grote psychiatrische inrichting in Bergen op Zoom, namelijk Vrederust. Hieruit vloeide in 1955 het neurosesanatorium, later psychotherapeutisch centrum De Viersprong te Halsteren voort.
Door de Watersnood van 1953 werd Halsteren zwaar getroffen: er vielen 68 doden en de schade was groot.
In de jaren 1960 werd woonwijk De Beek gebouwd, en in 1972 volgde De Rode Schouw. In de jaren 1990 werd begonnen met de bouw van de Vinex-wijk De Schans. Die wijk reikt tot Oude Molen, waar een nieuw bedrijventerrein werd aangelegd. In 1962 vond er een grenswijziging plaats met de gemeente Bergen op Zoom, waarbij Noordgeest voortaan onder Bergen op Zoom viel. Op die manier werd daar ruimte gemaakt voor de nieuwbouwwijken Noordgeest en Tuinwijk. In 1997 werd de Gemeente Halsteren onder protest opgeheven en bij de Gemeente Bergen op Zoom gevoegd.

## Bijzondere gebouwen

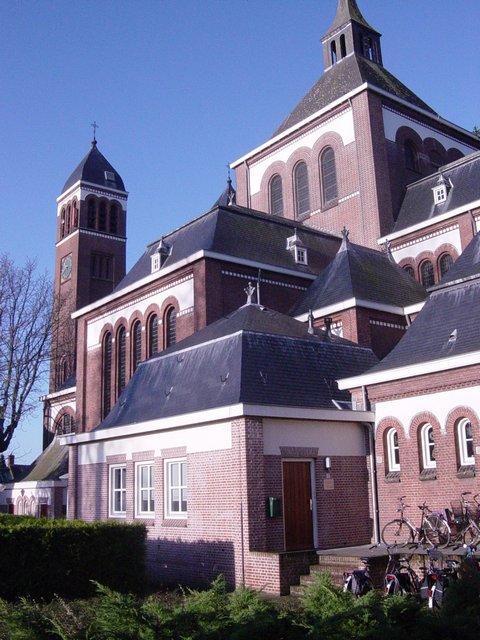
achteraanzicht Sint-Quirinuskerk

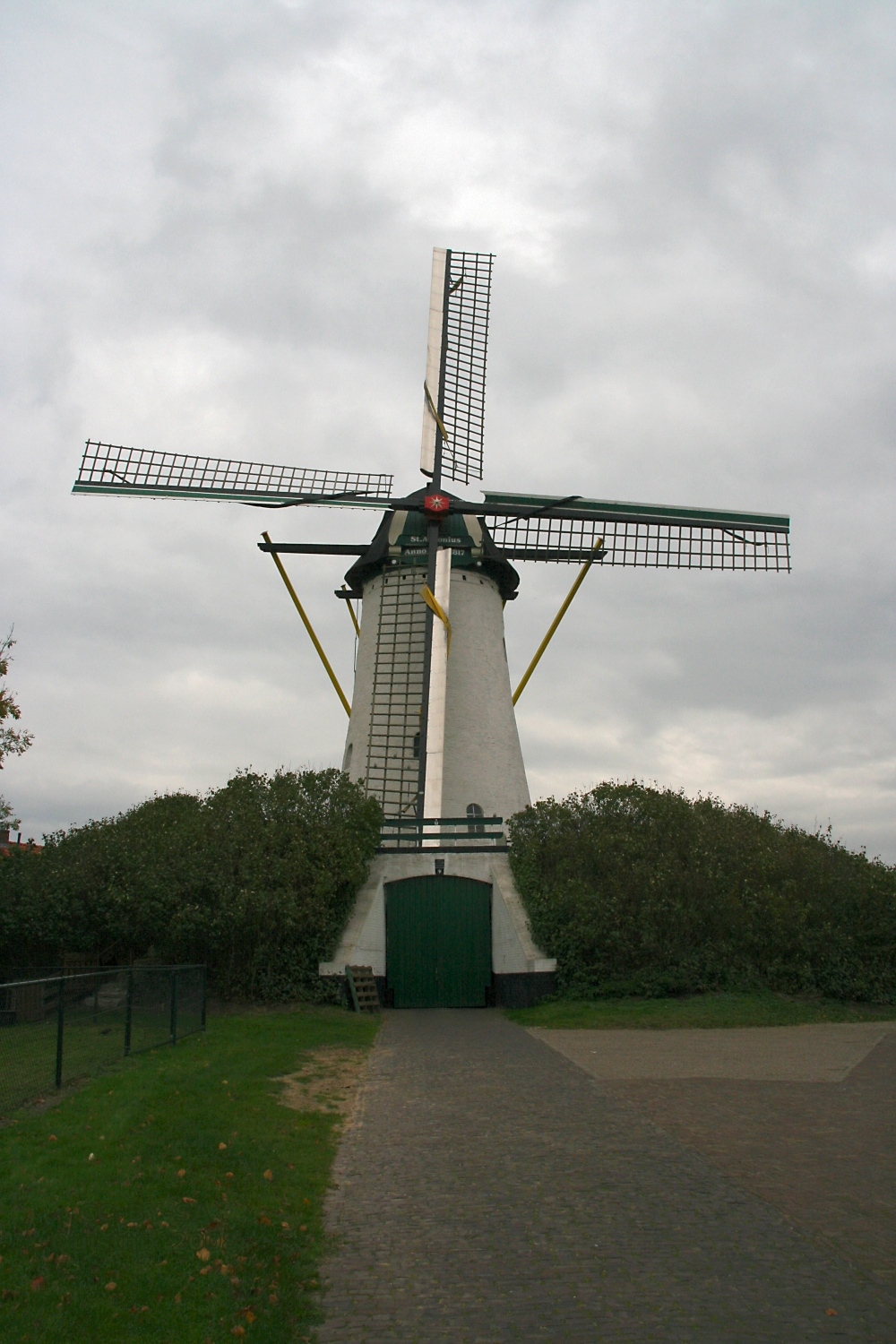
Sint-Antoniusmolen

De meeste bijzondere gebouwen in Halsteren liggen aan de Dorpsstraat. Vooral na de Tweede Wereldoorlog verrezen daarnaast een aantal woonwijken.
- Sint-Martinuskerk met koor uit 1457, opgetrokken op een 14e-eeuws muurwerk en ingebouwde toren uit de 14e eeuw.
- Het voormalige Raadhuis van Halsteren werd gebouwd in 1633. Het werd opgetrokken in baksteen met natuurstenen banden en voorzien van een zadeldak tussen trapgevels. In de 18e en 19e eeuw vonden verbouwingen plaats, maar in 1917 werd het gebouw gerestaureerd en uitgebreid, waarbij onder meer het bordes met leeuwen werd gereconstrueerd. De inwendige balklaag en een schouw dateren nog uit de bouwtijd.
- De Sint-Antoniusmolen is een ronde stenen molen van het type beltmolen, gebouwd in 1817.
- Sint-Quirinuskerk[3], een grote katholieke kerk, gebouwd in 1913 naar een ontwerp door Jos Cuypers.
- De oude pastorie daterend uit 1913 en tegelijk met de Sint-Quirinuskerk gebouwd.
- Protestantse kerk "De Ark", uit 1923, op het terrein van psychiatrisch ziekenhuis Vrederust
- De Sint-Quirinuskapel uit 1985, aan de Buurtweg. Een open veldkapelletje, gebouwd door een comité waarvan zowel de pastoor als de dominee deel uitmaakten. Deze kapel houdt de herinnering levendig aan de historische Quirinuskapel die in de 16e eeuw in Halsteren was te vinden.
- Het 19e-eeuwse tramstation station Vogelenzang
- Villa De Beek aan de Beeklaan 25 is een eclectische villa uit 1890 met koetshuis, een landschapstuin en een parkbos.
- Villa Buitenrust, uit 1902, aan de Gasthuisstraat. Tegenwoordig psychotherapeutisch centrum De Viersprong.
- In de omgeving vindt men enkele boerderijen uit de 17e en 18e eeuw, zoals 't Lindeke aan de Dorpsstraat, en Kruisberg 2 uit 1636. Voorts de Blauwe Handshoeve aan de Zuiderkreekweg, welke een L-vormig woonhuis, een bakhuis uit 1693 en een schuur uit 1849.
- Iets ten oosten van Halsteren ligt de voormalige West-Brabantse waterlinie met Fort De Roovere en Fort Pinssen, uit 1628.

## Natuur en landschap

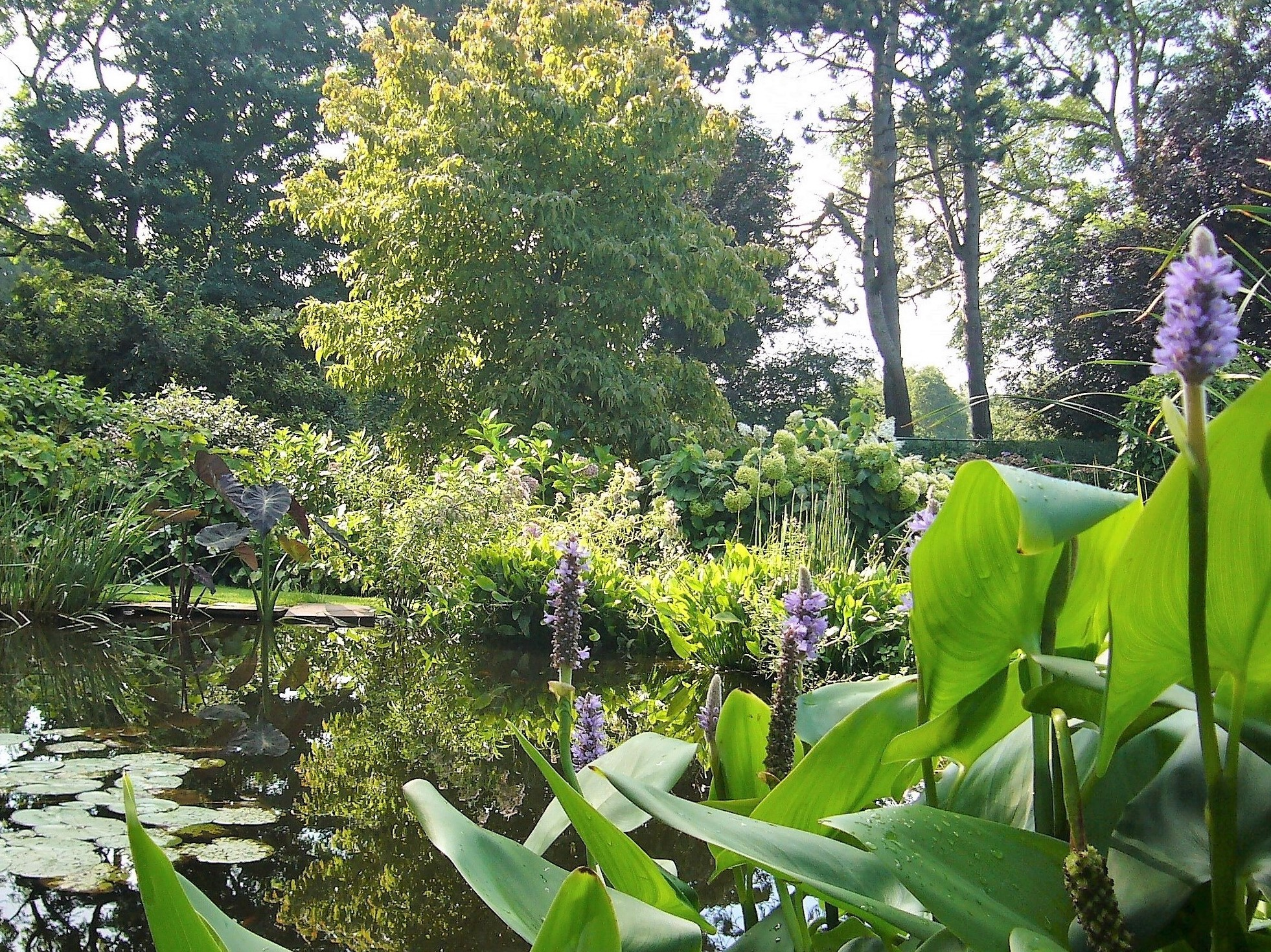
Landgoed De Hertgang

Halsteren ligt op de noordelijke uitloper van de Brabantse Wal. Ten westen daarvan ligt de Auvergnepolder. Deze ligt door de kreekrestanten Lange Water en Verkorting, tegenwoordig natuurgebied, enigszins geïsoleerd van het vasteland. Ten westen van de Auvergnepolder ligt de Eendracht, met een brug naar Tholen daar overheen.
Op de Wal zelf lagen en liggen een aantal landgoederen, zoals Buitenrust, Buitenlust, De Beek en Landgoed De Hertgang met verschillende tuinen en een arboretum. Op een deel van deze landgoederen kwamen psychiatrische instellingen, Buitenlust werd natuurgebied. Het laaggelegen gebied ten oosten van de Wal werd begin 17e eeuw benut voor de aanleg van de West-Brabantse waterlinie, waarvan het Bergse Water of Ligne en enkele restanten van forten nog getuigen.
Ten zuidoosten van Halsteren ligt de Groote Melanen, een voormalig ven dat tegenwoordig (invallend blad, toestroom van voedselrijk water uit de nabijgelegen woonwijken, omwoeling door karpers) voedselrijk is geworden en waarvoor herstelmaatregelen worden genomen.

## Verkeer
Het dorp ligt aan de A4 tussen Amsterdam en Hoogerheide, die een belangrijke noord-zuidroute vormt. Voor 2007 was de inmiddels opgeheven N259 een belangrijke noord-zuidroute.

## Wijken van Halsteren
Halsteren kan worden onderverdeeld in de volgende wijken:
- Centrum (gelegen tussen de Steenbergseweg en de Dorpsstraat, het oudste gedeelte van Halsteren)
- De Beek Een wijk uit de jaren zeventig gelegen aan de noordkant van Halsteren
- De Schans In het noordoosten gelegen nieuwbouwwijk die in 5 fasen wordt aangelegd, de eerste fase dateert van begin jaren negentig, tot op heden zijn hier de nieuwbouwwoningen vooral te vinden
- Jankenberg gelegen ten zuidoosten van de Dorpsstraat aan de lage kant van de Brabantse wal
- Nieuwe Molen Gelegen aan de zuidkant van Halsteren, als groene long tussen de bebouwde kom van Halsteren en de bebouwde kom van Bergen op Zoom.
- Oude Molen Aan de noordkant van Halsteren gelegen aan de verbindingsroute naar Steenbergen, tevens de naam van het hier gevestigde industriegebied,
- Rode Schouw Aan de oostkant van Halsteren gelegen, tussen de Steenbergseweg en de bosgebieden van Fort de Roovere.

## Evenementen
Tijdens carnaval heet Halsteren Altere en heten de inwoners Spinolen. Dit is afgeleid van Ambrosio de Spinola, een Italiaanse veldheer in Spaanse dienst, die op Halsters grondgebied de slag om Bergen op Zoom verloor. De prins carnaval heet altijd Ambrosio met daarachter in Romeinse cijfers het getal dat aanduidt dat de prins de eerste, tweede, derde et cetera prins van het dorp is sinds de oprichting van de Stichting Alterse Carnaval. De carnavalsoptocht is elk jaar op carnavalszondag te zien in de straten van het dorp. In 2005 werd er op het Burgemeester Mastboomplein bij de kruising van de Kapelaan Molstraat en de Dorpstraat een bronzen beeldje van de Alterse Spinool op een sokkel  geplaatst. Het beeld werd ontworpen door Henny Knoet in opdracht van de Stichting Alterse Carnaval.

## Sport
Op zondag 21 augustus 2022 liep de route van de derde etappe (van Breda naar Breda) van de Ronde van Spanje 2022 door Halsteren.

## Onderwijs
Er zijn vijf basisscholen in Halsteren:
- Basisschool Rode Schouw
- Basisschool De Toermalijn
- Basisschool De Biezenhof
- Sint Maartenschool
- Basisschool De Springplank

Er is een middelbare school genaamd De steenspil (Curio)

## Verenigingsleven
Halsteren kent een rijk verenigingsleven. Over de voetbalverenigingen RKSV Halsteren en VVC '68 bestaan aparte artikelen.

## Voorzieningen
- Bibliotheek
- Evenementenzaal "De Wittenhorst" tevens jeugdcentrum
- Drie Supermarkten
- Weekmarkt op zaterdagmorgen.

## Kunst
- Beeldenroute Vrederust

## Verkeer en vervoer

### Openbaar vervoer
Er zijn verschillende busverbindingen die door Halsteren lopen.
- lijn 102 (Connexxion): Oude-Tonge - Bergen op Zoom Station (streekbus)
- lijn 107 (Connexxion): Stavenisse (Tholen) - Bergen op Zoom Station (streekbus)
- lijn 108 (Connexxion): Sint-Annaland (Tholen) - Bergen op Zoom Station (streekbus)
- lijn 209 (Connexxion): Sint Philipsland/Sint Annaland - Bergen op Zoom Station (spitsbus)
- lijn 360 (Arriva): Rotterdam Zuidplein - Putte (Bravodirect)
- lijn 361 (Arriva): Oud Gastel - Ossendrecht (Bravodirect)
- lijn 618 (Connexxion): Sint-Maartensdijk - Halsteren (schoolbus)

## Nabijgelegen kernen
Bergen op Zoom, Tholen, Lepelstraat, Heerle

## Geboren in Halsteren
- Jan Bernard Gieles (1918-2007), astroloog
- Janus van der Zande (1924-2016), atleet
- Peter Masseurs (1944-2019), trompettist
- Janine van Elzakker (1945-2019), actrice
- Jacques Verburgt (1947), muziekproducent
- Rien Koopman (1956), voetbalscheidsrechter
- Rico Verhoeven (1989), kickbokser